# Nuoto ai Giochi della XXVI Olimpiade - 50 metri stile libero femminili
Hanno partecipato alle batterie di qualificazione 56 atlete: le prime 8 si sono qualificate per la finale A, le successive 8 invece si sono qualificate per la finale B.
26 luglio 1996

## Finale A
| Posizione | Atleta                | Paese       | Tempo |
| --------- | --------------------- | ----------- | ----- |
|           | Amy Van Dyken         | Stati Uniti | 24.87 |
|           | Le Jingyi             | Cina        | 24.90 |
|           | Sandra Völker         | Germania    | 25.14 |
| 4         | Angel Martino         | Stati Uniti | 25.31 |
| 5         | Leah Martindale       | Barbados    | 25.49 |
| 6         | Linda Olofsson        | Svezia      | 25.63 |
| 7         | Shan Ying             | Cina        | 25.70 |
| 8         | Natal'ja Meščerjakova | Russia      | 25.70 |

## Finale B
| Posizione | Atleta           | Paese       | Tempo |
| --------- | ---------------- | ----------- | ----- |
| 9         | Marianne Muis    | Paesi Bassi | 25.74 |
| 10        | Angela Postma    | Paesi Bassi | 25.82 |
| 11        | Claudia Franco   | Spagna      | 26.04 |
| 12        | Sumika Minamoto  | Giappone    | 26.05 |
| 13        | Evgenia Ermakova | Kazakistan  | 26.06 |
| 14        | Simone Osygus    | Germania    | 26.16 |
| 15        | Karen van Wirdum | Australia   | 26.17 |
| 16        | Laura Petrutyte  | Lituania    | 26.36 |

## Non qualificate
| Posizione | Atleta              | Paese             | Tempo |
| --------- | ------------------- | ----------------- | ----- |
| 17        | Vibeke Johansen     | Norvegia          | 26.22 |
| 18        | Rania Elwani        | Egitto            | 26.26 |
| 19        | Siobhan Cropper     | Trinidad e Tobago | 26.29 |
| 20        | Judith Draxler      | Austria           | 26.34 |
| 21        | Sarah Ryan          | Australia         | 26.34 |
| 22        | Blanca Cerón        | Spagna            | 26.39 |
| 23        | Susan Rolph         | Regno Unito       | 26.39 |
| 24        | Marianne Kriel      | Sudafrica         | 26.42 |
| 25        | Metka Sparavec      | Slovenia          | 26.43 |
| 26        | Martine Dessureault | Canada            | 26.44 |
| 27        | Luminiţa Dobrescu   | Romania           | 26.47 |
| 28        | Mette Nielsen       | Danimarca         | 26.50 |
| 29        | Casey Legler        | Francia           | 26.52 |
| 30        | Laura Nicholls      | Canada            | 26.52 |
| 31        | Dita Zelviene       | Lituania          | 26.55 |
| 32        | Dominique Diezi     | Svizzera          | 26.57 |
| 33        | Eileen Coparropa    | Panama            | 26.67 |
| 34        | Minna Salmela       | Finlandia         | 26.72 |
| 35        | Alison Fitch        | Nuova Zelanda     | 26.74 |
| 36        | Monica Dahl         | Namibia           | 26.76 |
| 37        | Elin Sigurdardottir | Islanda           | 26.90 |
| 38        | Chien-Ju Lin        | Taipei cinese     | 27.00 |
| 39        | Valeria Alvarez     | Argentina         | 27.12 |
| 40        | Alena Popčanka      | Bielorussia       | 27.18 |
| 41        | Seo So-yung         | Corea del Sud     | 27.30 |
| 42        | Gyöngyvér Lakos     | Ungheria          | 27.34 |
| 43        | Teresa Moodie       | Zimbabwe          | 27.38 |
| 44        | Joscelin Yeo        | Singapore         | 27.51 |
| 45        | Duška Radan         | Jugoslavia        | 27.62 |
| 46        | Gabrijela Ujčić     | Croazia           | 27.63 |
| 47        | Agnese Ozoliņa      | Lettonia          | 27.65 |
| 48        | Sangeeta Puri       | India             | 28.02 |
| 49        | Verónica Prono      | Paraguay          | 28.40 |
| 50        | Gail Rizzo          | Malta             | 28.43 |
| 51        | Akiko Thomson       | Filippine         | 28.51 |
| 52        | Võ Trần Trương An   | Vietnam           | 29.02 |
| 53        | Ingrid Louis        | Mauritius         | 29.56 |
| 54        | Monika Bakale       | Rep. del Congo    | 34.43 |
| 55        | Nishma Gurung       | Nepal             | 41.45 |
|           | Antonia Machaira    | Grecia            | DNS   |